# 鈴木貴之
鈴木貴之（1990年2月21日—），日本男演員、模特兒，京都府出身，所屬經紀公司是IBG Japan。

## 經歷
2013年3月，鈴木貴之參加日本第一屆「Mr. JAPAN」徵選活動，獲得最終優勝及獎金一百萬元，而正式出道，並同時參與戲劇演出。

## 人物
- 身高188cm，83公斤。
- 專長有英語（加拿大留學）、排球、吉他、棒球等。

## 戲劇演出

### 電視劇
- 事件救命醫～IMAT的奇蹟～（日语：事件救命医〜IMATの奇跡〜）（2013年10月6日，朝日電視台） - 特殊捜査班隊員
- Dr.DMAT（2014年1月 - 3月，TBS電視台） - 金子
- 倒數第二次戀愛2（2014年4月 - 6月，富士電視台） - 篠原淳
- 私のホストちゃんS〜新人ホストオーナー奇跡の密着6カ月〜（2014年4月 - 9月，朝日電視台） - 鈴木琉生
- 對不起青春！（2014年10月 - ，TBS） - 半田豪
- 京都人情捜査檔案（日语：京都人情捜査ファイル）（2015年4月 - 9月，朝日電視台） - 花園健
- 請和這個沒用的我談戀愛 (2016年1月-3月，TBS) - 照井學
- 新聞主播 (2025年4月20日，TBS) - 名和涉

### 電影
- 赤々煉恋（2013年12月21日） - 亮太
- High & Low 系列電影 - 古屋

## 外部連結
- 鈴木貴之官方blog （页面存档备份，存于）